# Jupiter en Io
Jupiter en Io is een schilderij van Correggio uit circa 1532-33. Het maakt het deel uit van de collectie van het Kunsthistorisches Museum in Wenen. Het schilderij wordt beschouwd als een hoogtepunt van de erotische schilderkunst uit de Renaissance.

## Herkomst
Nadat hij succes geoogst had met Venus en Cupido met een satyr begon Correggio aan een serie schilderijen met geliefden van Jupiter (Amori di Giove). Hij schilderde in totaal vier doeken, hoewel er misschien meer gepland waren.
In de eerste editie van zijn Vite vermeldt de kunstbiograaf Giorgio Vasari slechts twee van de schilderijen, Leda en de Zwaan (Gemäldegalerie in Berlijn) en een Venus (vermoedelijk de Danae in de Galleria Borghese in Rome), hoewel hij ze alleen kende van beschrijvingen van Giulio Romano. Vasari schrijft dat de opdrachtgever, hertog Federico II Gonzaga van Mantua, de werken wilde schenken aan keizer Karel V. Dat de andere twee werken, De ontvoering van Ganymedes en Jupiter en Io, zich in de zestiende eeuw in Spanje bevonden, wijst erop dat ze deel uitmaakten van dezelfde serie. De Britse kunsthistoricus Cecil Gould vermoedde dat Federico de Io en Ganymedes voor zichzelf had besteld en ze in 1532 aan Karel V gaf toen hij Mantua bezocht. De andere twee werken zouden speciaal voor de keizer besteld zijn. Egon Verheyen vermoed dat Federico de werken bestelde voor de Ovidius-kamer in zijn Palazzo del Te en dat ze pas na de dood van de hertog in 1540 aan Karel V werden afgestaan, mogelijk ter gelegenheid van het huwelijk van zijn zoon Filips.
Waarschijnlijk gaf Filips II het doek aan de beeldhouwer Leone Leoni. Zijn zoon verkocht het voor 1603 aan keizer Rudolf II. Jupiter en Io bevond zich al in de jaren 1610 in Wenen, toen het samen met de Ganymedes in de Habsburgse keizerlijke collecties werd vermeld.

## Voorstelling
Het verhaal van Jupiter en Io is onder meer te vinden in de Metamorfosen van Ovidius. Jupiter zag Io, dochter van de riviergod Inachus, de eerste koning van Argos, bij de oever van een rivier. Hij probeerde de prinses te verleiden, maar het meisje vluchtte voor hem. Jupiter trok daarop een nevel over de velden en vergreep zich aan haar. Correggio gaf dit weer door de god als een donkere regenwolk te schilderen die het meisje innig omhelst. Jupiters gezicht is nog net zichtbaar boven het hare. Zijn grijze, mistige hand streelt haar naakte lichaam. Onderin is de rivier nog te zien waar de god zijn oog op Io liet vallen. In de rechterhoek staat een grote amfoor en is de kop van een drinkend hert te zien.
Het is voor zover bekend de eerste keer dat het verhaal over Io en Jupiter zo wordt weergegeven. Andere kunstenaars kozen voor een ander moment in de legden waarop Jupiter Io in een vaars verandert om zijn jaloerse echtgenote Juno te misleiden. Opmerkelijk is het contrast tussen de vluchtige gestalte van Jupiter en de sensualiteit van Io's lichaam. Het meisje lijkt op te gaan in een erotische vervoering die op de werken van Bernini en Rubens vooruitloopt.
Voor de gebogen houding van Io, van achteren weergegeven, liet Correggio zich inspireren door klassieke voorbeelden, zoals het beroemde Hellenistische bas-reliëf van de Ara Grimani, waarop Cupido wordt afgebeeld terwijl hij Psyche kust. 

## Afbeeldingen

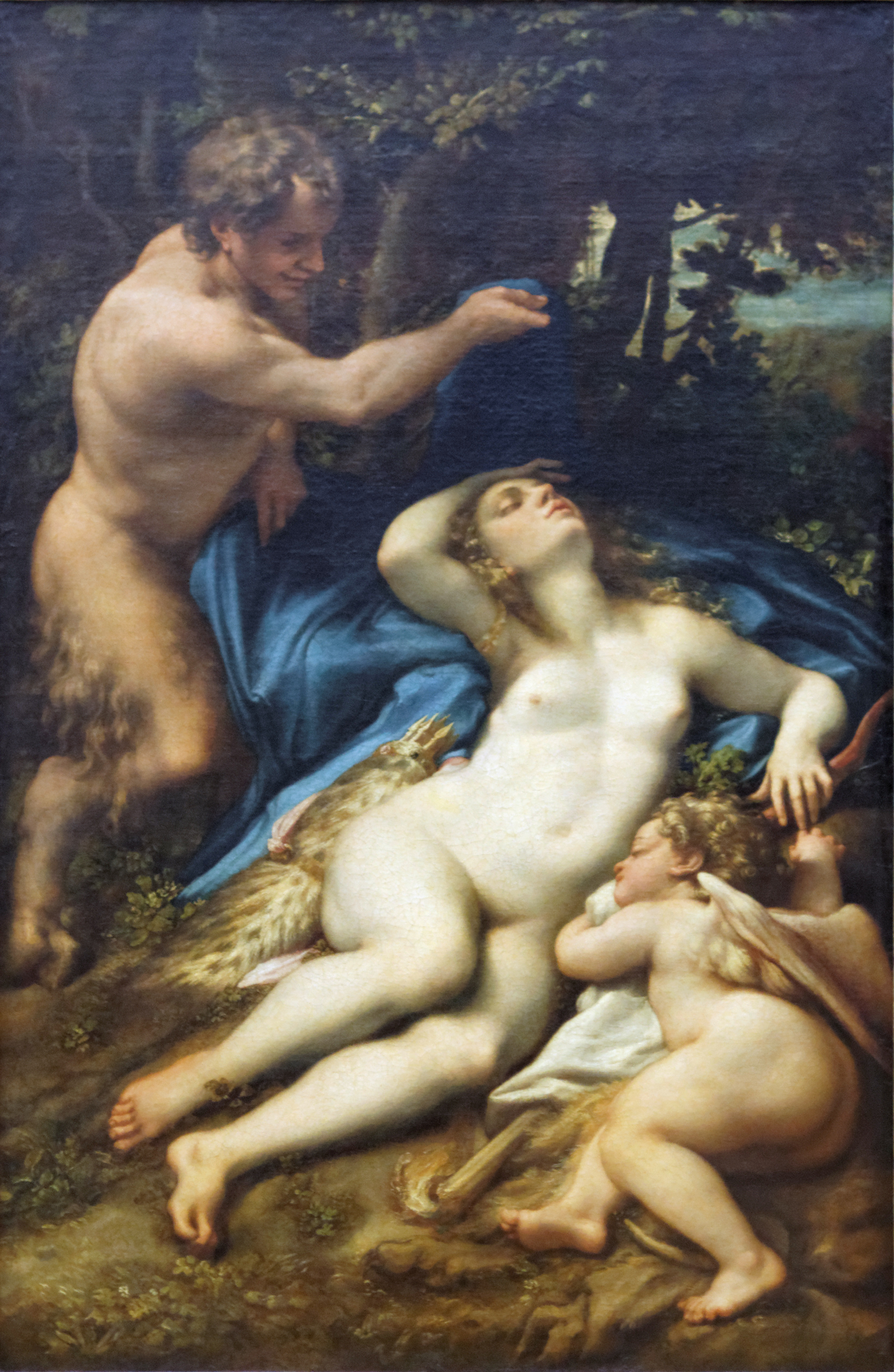
Venus en Cupido met een sater
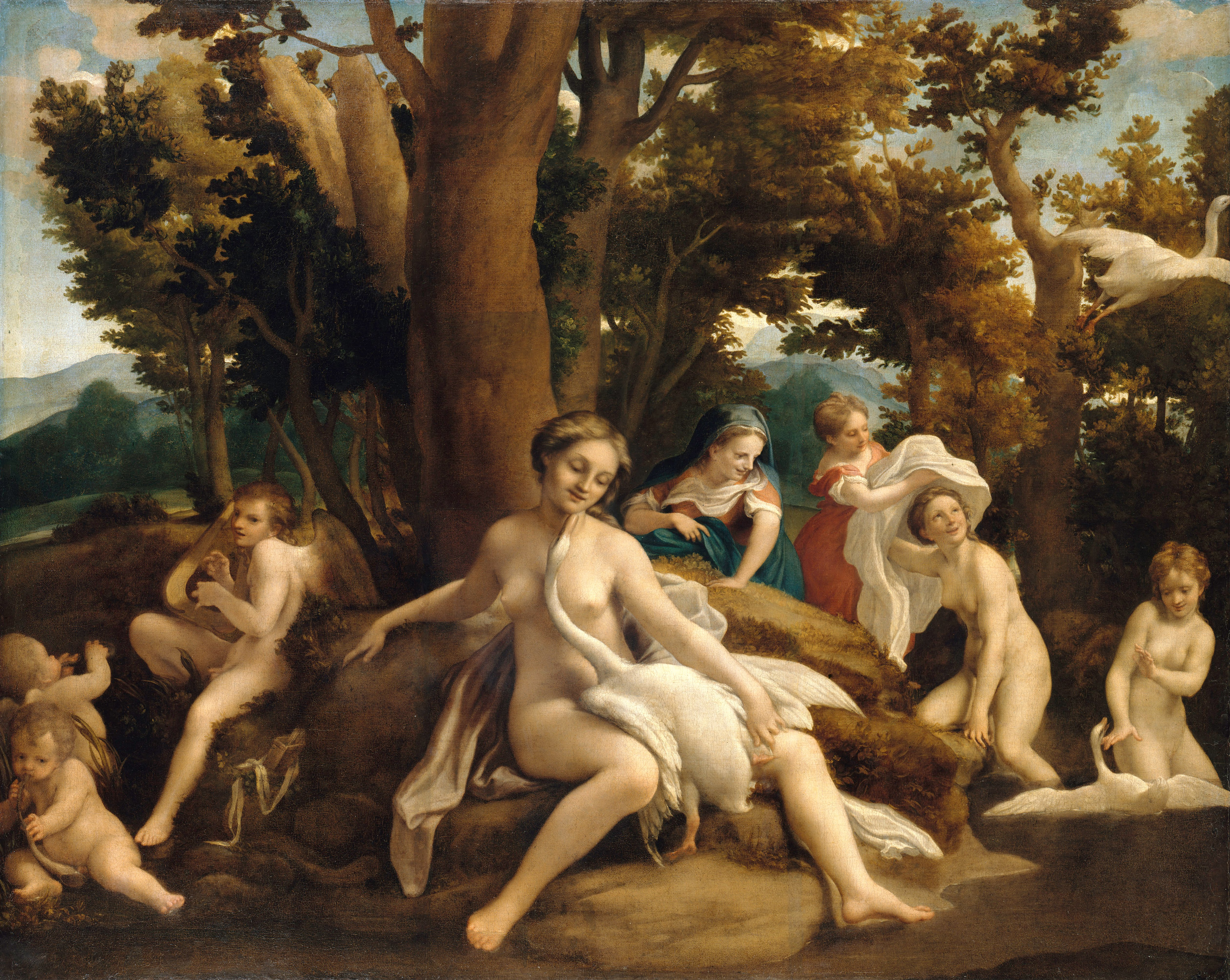
Leda en de zwaan
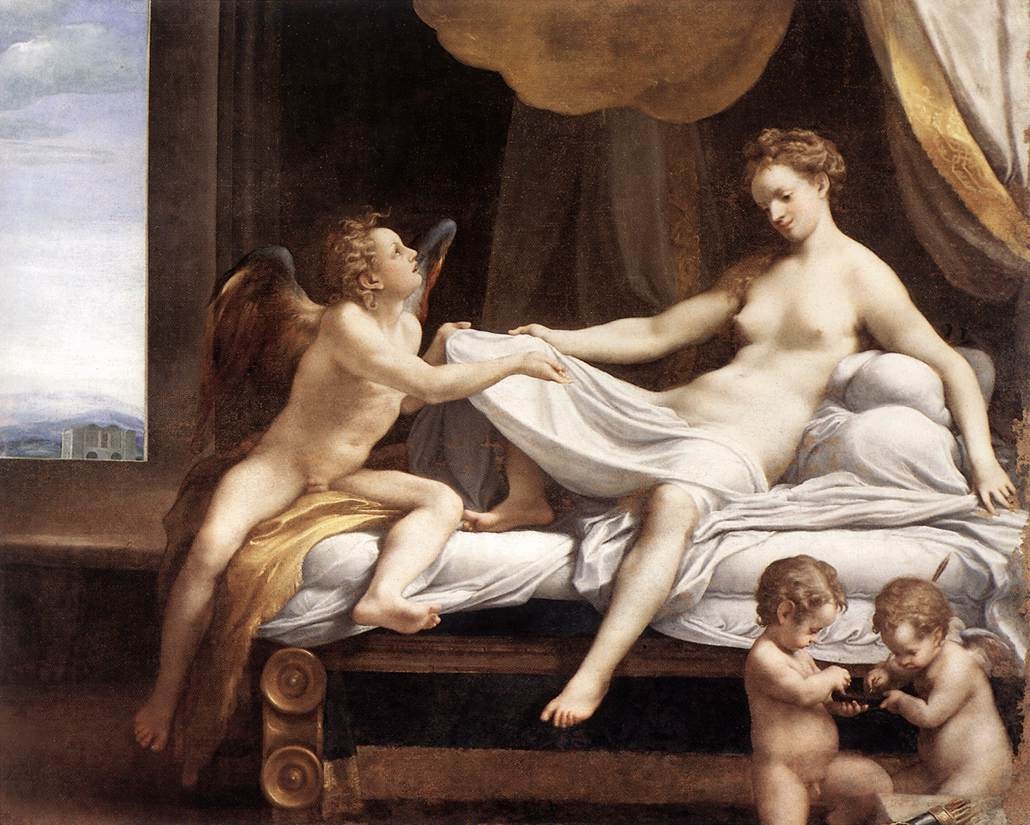
Danae
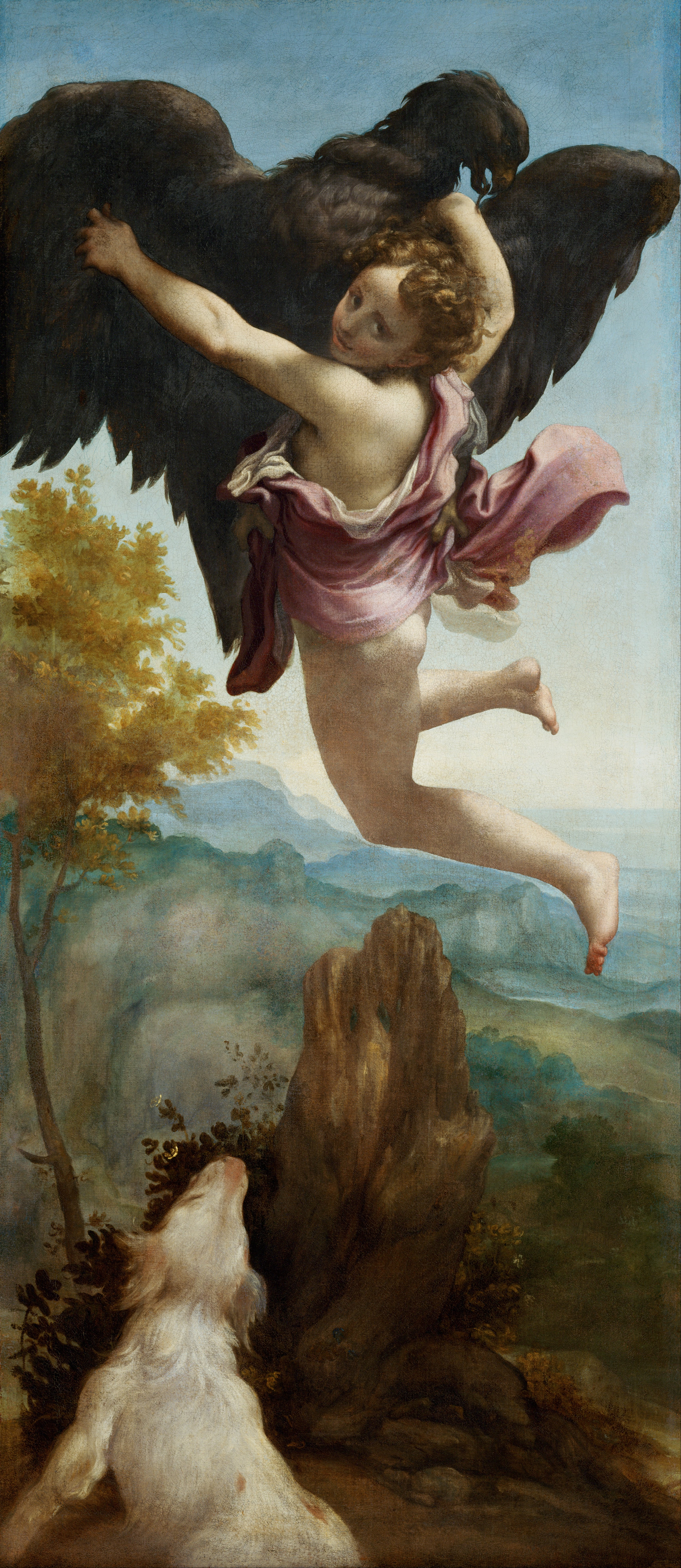
De ontvoering van Ganymedes
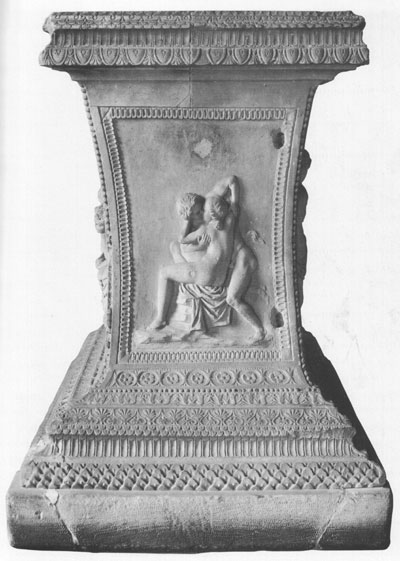
Ara grimani